# Canal B.L. Tijdens

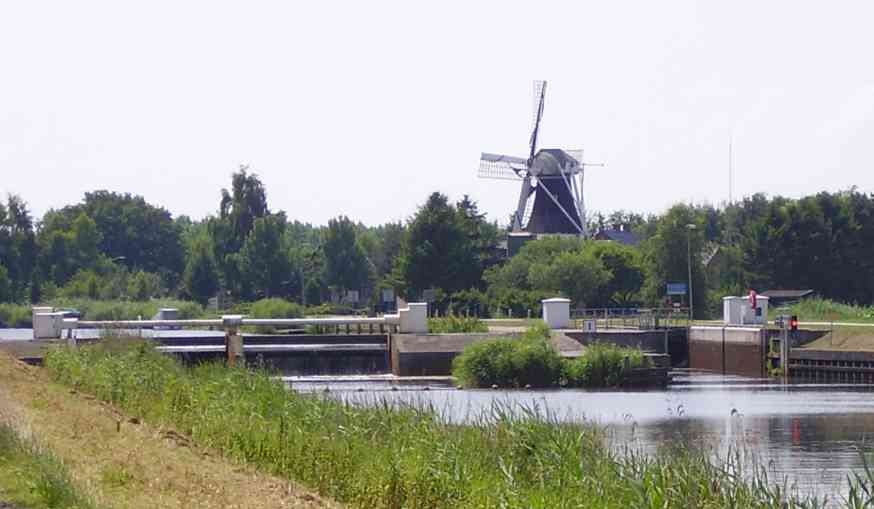
Canal et écluse à Veelerveen

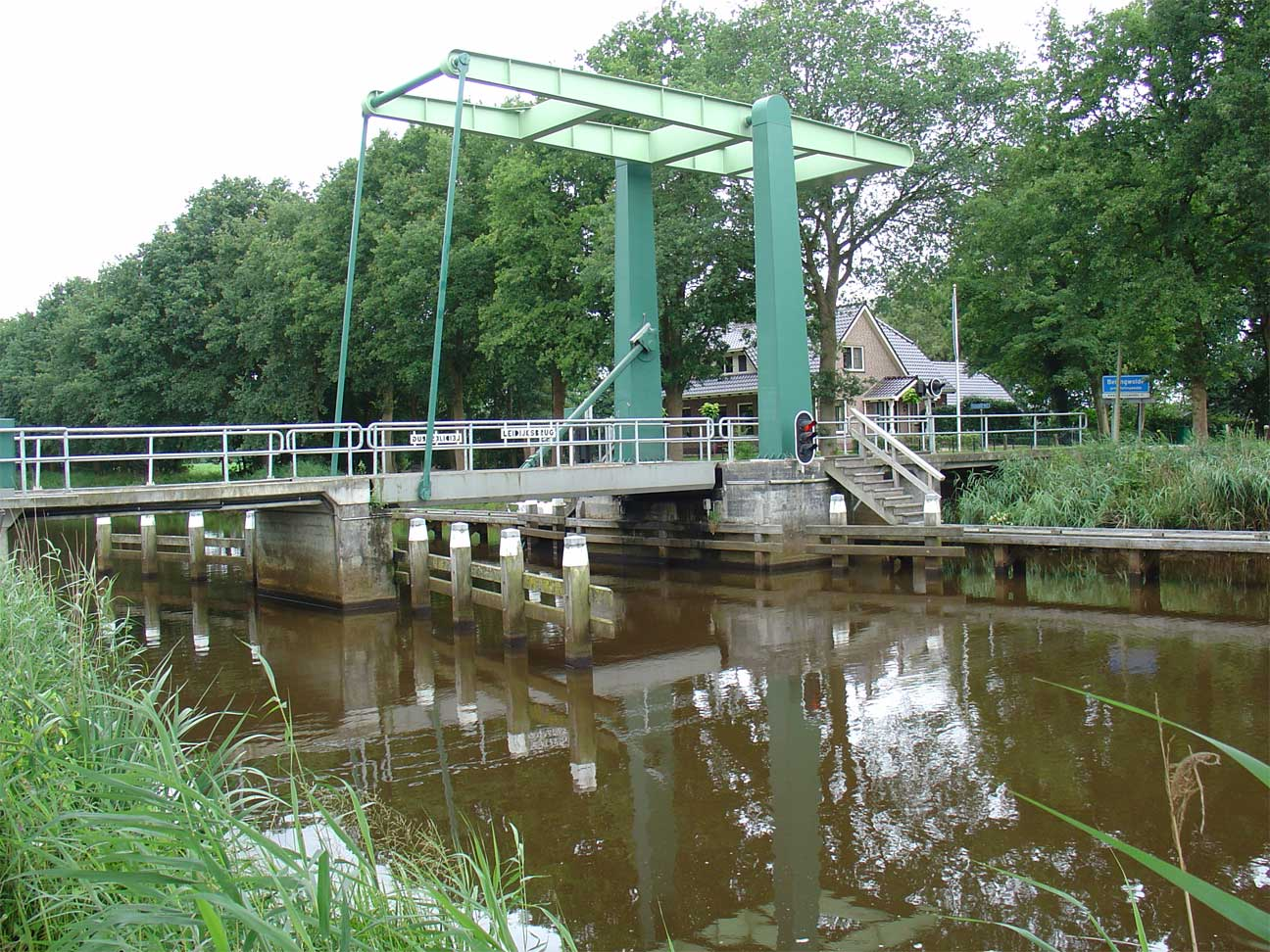
Pont sur le canal à Bellingwedde

Le Canal B.L. Tijdens, (en néerlandais, B.L. Tijdenskanaal), appelé également Verenigd Kanaal ou Canal Uni, est un canal néerlandais de Groningue.

## Géographie
Le canal est situé dans l'est de la Groningue, dans la région de Westerwolde, proche de la frontière allemande. 
Le canal débute à Veelerveen, là où le Canal du Mussel-Aa et le Canal du Ruiten-Aa se rejoignent. De là, le canal prend une direction nord-est, puis nord. Au sud de Rhederbrug, le Veendiep forme un embranchement du canal, qui permet une liaison directe et permanente avec le Westerwoldse Aa. Le canal longe ensuite le village de Rhederbrug et passe à l'est de Bellingwolde, puis il longe la frontière allemande. Un peu au sud de Bad Nieuweschans, le canal débouche sur le Westerwoldse Aa. 
Le canal sert essentiellement à l'évacuation des eaux de la région, ainsi qu'à la plaisance d'un gabarit limité. Il ne sert plus à la navigation professionnelle, qui fut assez importante avant la Seconde Guerre mondiale.

## Histoire
Le Canal B.L. Tijdens a été construit par l'initiative de l'Association pour la Promotion de la Canalisation de Westerwolde, fondée par Boelo Tijdens. L'objectif de cette association était de combattre les problèmes d'inondation en Westerwolde, causés par le défrichement et l'exploitation des marais et des tourbières de la région. Le projet de l'association, élaboré par l'ingénieur A.J.H. Bauer, fut publié en 1893. Le projet englobait l'aménagement de plusieurs canaux, dont le Canal du Ruiten-Aa, le Canal du Mussel-Aa et le Canal B.L. Tijdens. Les travaux de ce dernier furent débutés en 1911. On l'a baptisé d'après le fondateur de l'association, également membre du parlement et fermier dans la région, Boelo Luitjen Tijdens.
Le canal comptait une seule écluse, à Vriescheloo. Près de cette écluse, un monument fut érigé à la mémoire de Tijdens. Lorsque la navigation professionnelle n'empruntait plus ce canal, cette écluse a été remplacée par un seuil.

## Utilisation du canal
La navigation sur le canal servait à développer le défrichement des zones de landes et de marais. Les bateaux apportaient des engrais artificiels et du limon issu du Dollard pour la fertilisation des sols, et ramenaient les produits agricoles, comme les pommes de terre destinées à la production de farine de pomme de terre. 
Après la Deuxième Guerre mondiale, le canal a perdu son importance pour la navigation professionnelle. Dans les années 1990, le canal fut rouvert, pour contribuer au développement du tourisme dans l'est de la province de Groningue. Les ponts et les écluses furent équipés afin de permettre leur maniement par les plaisanciers. 